# Zardoušení

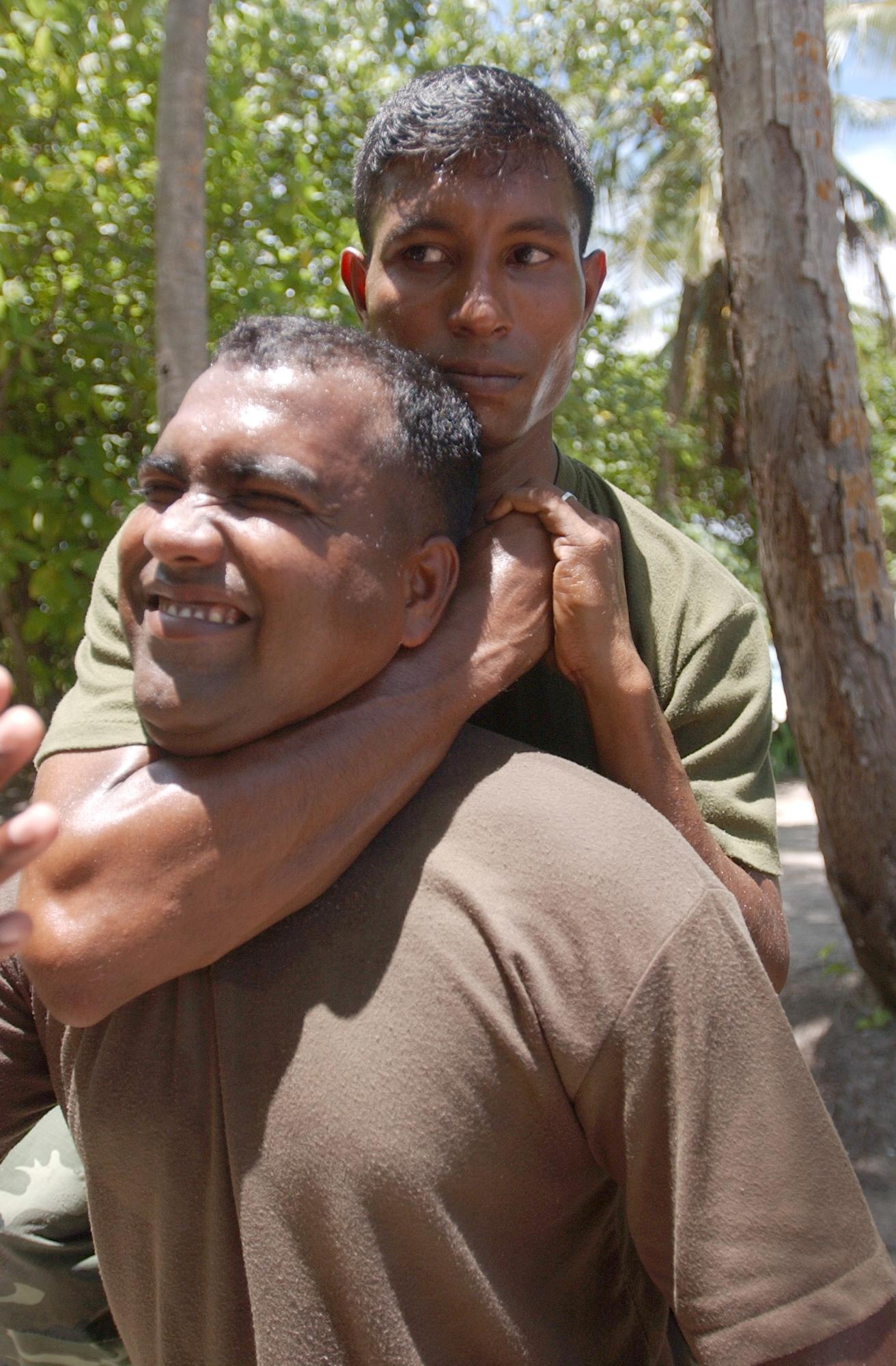
Ukázka rdoušení maledivskými vojáky

Zardoušení je typ zabití, při kterém je krk oběti stisknut rukou nebo méně často i nohou (šlápnutím na krk) tak silně, že dojde k udušení. Smrt nastává v důsledku uzavření hrtanu, a tím omezení přístupu vzduchu do plic. Zejména u mladých lidí postačuje k uzavření dýchacích cest i poměrně malá síla. Podráždění bloudivého nervu může vyvolat reflexivní zástavu srdce a tím okamžitou smrt.
Významnou známkou rdoušení jsou oděrky na krku způsobené tlakem ruky. Za určitých okolností nemusejí být tyto oděrky patrné na povrchu, rdoušení prokáže až zjištění neohraničených krevních výronů při pitvě krajin krku. Oděrky nemusejí být bezprostředně po smrti oběti patrné, mohou se objevit až v průběhu 24 hodin. Prakticky vždy se jedná buď o vraždu (zločinci, samozvaní mstitelé) nebo jiné cílené zabití (například vojáci). Jen vzácně jde o nehodu (škrcení ze žertu, sexuální hrátky). Jsou popsány i ojedinělé neúspěšné pokusy o sebevraždu zardoušením sebe sama.